# Clip media
Un clip media este un segment scurt din media electronică, fie un clip audio fie un clip video.
Clipurile media pot fi promoțional în natură, ca în cazul clipurilor video. De exemplu, pentru a promova viitoare filme, mulți actori sunt însoțiți de clipuri video pe circuitele lor. În plus, clipurile media pot fi materii prime ale altor producții, ar fi clipurile audio utilizate pentru efecte de sunet.